# Pojarkovia platyphylloides
Pojarkovia platyphylloides là một loài thực vật có hoa trong họ Cúc. Loài này được (Sommier & Levier) Askerova miêu tả khoa học đầu tiên năm 1984.